# Pierre Anglade
Pour les articles homonymes, voir Anglade (homonymie).
Pierre Anglade (1921-1946) est un résistant français.

## Biographie
Fils d'officier de carrière, Pierre Anglade est né le 21 novembre 1921 à Andernos les Bains en Gironde.
En septembre 1933, il vient habiter Bordeaux avec sa famille et entre au lycée Montesquieu.
Il entre dans le scoutisme en 1934, dans la Fédération protestante.
Reçu au baccalauréat en juin 1940, il quitte Bordeaux, devant l'avancée allemande, pour la maison familiale d'Andernos les Bains avec sa mère, sa sœur et son frère.
Sur les recommandations de sa mère, Pierre Anglade part le 22 juin 1940 vers le sud à bicyclette, avec son jeune frère de seize ans Jean-Bernard et son cousin Luc, pour trouver un embarquement en Méditerranée à destination de l'Afrique du Nord où ils espèrent que la guerre se poursuivra.
A Agen, ils prennent le dernier train pour Sète. A Sète, le lendemain, ils parviennent à embarquer sur un bateau anglais, le Britannic, rapatriant en Grande-Bretagne des soldats polonais et tchèques.
Le 24 juin le bateau appareille et parvient à Gibraltar le lendemain. C'est à bord du paquebot Neuralia, transformé en transport de troupes, qu'ils arrivent en Angleterre le 11 juillet. Apprenant qu'une force s'est constituée autour d'un général français, le général de Gaulle, les trois jeunes gens renoncent à s'engager dans l'armée anglaise pour s'engager dans les Forces françaises libres avec lesquelles ils défilent, sans armes, le 14 juillet 1940 à Londres.
Affecté à la 1ère Compagnie du Génie, Pierre Anglade prend part à l'expédition de Dakar en septembre 1940.
Envoyé en octobre 1940 à Douala, au Cameroun, il est ensuite admis comme élève officier à Brazzaville en janvier 1941.
Promu aspirant le 1er juillet 1941, Pierre Anglade est affecté à la mi-septembre au 1er Bataillon d'Infanterie de Marine (1er BIM).
Il participe avec son unité à la campagne de Libye au sein de la Brigade du général Koenig et notamment à la dure défense du siège de Bir-Hakeim, du 27 mai au 11 juin 1942.
Là, il enraye, par son action personnelle l'attaque d'une compagnie allemande. Pris à partie à moins de 200 mètres par de violents tirs d'infanterie, il seconde avec brio son commandant de compagnie, en observant et en le renseignant sur la situation dans un secteur qui échappait à ce dernier.
Cette attitude courageuse lui vaut de recevoir la Croix de la Libération. Il poursuit la guerre au sein du Bataillon d'Infanterie de Marine et du Pacifique (BIMP), fusion du 1er BIM et du Bataillon du Pacifique, à l'issue des combats de Bir-Hakeim.
Promu sous-lieutenant en septembre 1942, il poursuit la guerre comme chef de section en Libye et en Tunisie avec la 1ère Division française libre.
En mars 1944 il reçoit ses galons de lieutenant et prend part à la campagne d'Italie où il est blessé le 11 mai 1944 à Girofano par des éclats de mortier.
Il débarque en Provence le 17 août 1944 et combat dans les Vosges où il est de nouveau blessé par des éclats de mine le 19 novembre 1944. Après la libération du territoire national il quitte l'armée en décembre 1945
Après guerre, Pierre Anglade suit les cours de la France d'outremer et est nommé administrateur adjoint des Colonies.
En juin 1946, il embarque pour prendre ses fonctions au Dahomey (Bénin). Victime d'une péritonite à bord, il est transporté à l'hôpital de Porto Novo dès son arrivée mais y décède le 3 juillet 1946. Pierre Anglade est inhumé à Andernos (Gironde).

## Décorations
- Chevalier de la Légion d'honneur

- Compagnon de la Libération par décret  du 9 septembre 1942[1]

- Croix de guerre 1939–1945, palme de bronze

- Médaille coloniale avec agrafe "Libye" et "Bir-Hakeim"

- Silver Star Medal (USA)